# 贵城街道
贵城街道，是中华人民共和国广西壮族自治区贵港市港北区下辖的一个乡镇级行政单位。

## 行政区划
贵城街道下辖以下地区：
县东社区、石羊塘社区、小江社区、西五社区、榕兴社区、三合社区、登龙桥社区、震塘社区、南平社区、永新社区、荷城社区、港宁社区、龙圣社区、八一社区、东港社区、凤凰社区和马草江社区。

## 交通
- 南广铁路：贵港站